# بلیط نیم‌بها (فیلم)
بلیط نیم‌بها (به هندی: Half Ticket) فیلمی محصول سال ۱۹۶۲ و به کارگردانی کالیداس است. در این فیلم بازیگرانی همچون کیشور کومار، مدهوبالا، پران، هلن ایفای نقش کرده‌اند.